# Corse Air Service / Corsair - Compagnie aérienne Corse
Corse Air Service devenue plus tard Corsair - Compagnie Aérienne Corse était une compagnie aérienne régionale française dite de 3e niveau, basée sur l'Aérodrome de Propriano puis sur l'aéroport d'Ajaccio, effectuant du transport à la demande de passagers et marchandises ainsi que des liaisons aériennes intérieures régulières.

## Histoire
Corse Air Service était créée le 15 novembre 1968 par Mr Paul François Sollacaro à Propriano, pour le transport à la demande de passagers et de fret à l'aide de trois appareils Bristol 170 Mark 32 et de trois appareils Carvair.
Paul François Sollacaro était un entrepreneur proprianais qui possédait un garage - atelier automobile et une station-service depuis 1966 au 27 avenue Napoléon à Propriano.
Le directeur général était Claude Descatoire, pilote de ligne, ancien d'Air Gabon.
La compagnie obtenait son agrément de transporteur aérien le 28 mars 1969,. Elle assurait les dessertes régulières entre Ajaccio, Bastia, Calvi et Propriano,.
La compagnie volait avec des Dornier DO 28D de 15 passagers et Cessna 206.
À la suite du décès de Paul François Sollacaro, Claude Descatoire, Monégasque, devenait le Président-directeur général, avec la complicité de Jean-Claude Brouillet, actionnaire majoritaire de Transgabon (ex-Air Gabon), et d'autres compagnies gabonnaises.
La compagnie était transférée sur l'aéroport d'Ajaccio et prenait la nouvelle dénomination "Corsair - Compagnie aérienne Corse". Elle effectuait désormais tous transports aériens en France et à l'étranger, toujours du transport aérien régulier "intra-corse" et tous travaux aériens.
En 1970, elle avait transporté 3 229 passagers pour 607 heures de vol.
En 1971, elle avait transporté 2 615 passagers uniquement sur la desserte d'Ajaccio.
Elle était une filiale de la compagnie aérienne du Gabon à savoir Air Gabon devenue Transgabon,.
Contrairement à d'autres compagnies aériennes présentes en Corse, Corsair n'avait pas d'aide commerciale de la part de la compagnie aérienne intérieure Air Inter.
Corsair mettait fin à ses opérations aériennes régulières courant le 1er semestre 1971,,,, trop coûteuses et pénalisées par la faiblesse des relations entre les villes corses hors saison. Finalement elle avait cessé toute activité aérienne en 1972.
Les lignes "intra-corse" étaient reprises par la compagnie Kallistair, filiale d'Air Littoral en 1973 en Britten-Norman BN 2A jusqu'au début 1980 puis par Kyrnair en 1990 également en Britten-Norman BN 2A.

## Le réseau
- Ajaccio - Bastia[28],
- Ajaccio - Propriano[29],
- Ajaccio - Calvi - Bastia[28],
- Propriano - Ajaccio - Calvi - Bastia[28]

## Flotte
- Dornier DO 28D-1 Skyservant n° C/N 4020 immatriculé F-BRHS[30],[31].
- Dornier DO 28D-1 Skyservant n° C/N 4029 immatriculé F-BRPA[32].
- Bristol 170 Mk 32[5]
- DC.4 Carvair[5]
- Cessna 170[33]
- Cessna 152, C/N 1651 immatriculé F-GCHD[34]
- Cessna 206[11]